# Sophie Howard
Sophie Amanda Howard (n. Southport; 24 de febrero de 1983) es una modelo británica. Ha posado en reiteradas ocasiones para revistas masculinas como Maxim, FHM, Zoo Weekly, Nuts y Loaded, entre otras. Su presencia es también habitual en la página tres de medios británicos como el Daily Star.

## Biografía
Sophie Howard nació en Southport, donde reside. Asistió a una escuela católica, y estuvo en el Ejército de Salvación hasta que salió a los 16 años. A los 17, se hizo estríper. Estudió lengua inglesa en la Edge Hill University. Durante ese tiempo firmó con la agencia de modelos IMM, y apareció en varias secciones de la revista Loaded, hasta alcanzar la portada.
La popularidad de Howard subió más después que se asociara con Jeany Savage, un fotógrafo de glamour del Daily Star, donde trabajó alrededor de un año. Firmó posteriormente un contrato con Loaded, teniendo como resultado una columna y apariciones regulares bajo el título de "Sophie's Choice". En 2006, firmó con la revista Nuts un nuevo contrato de dieciocho meses de duración. En 2006 también se vinculó con Dennis Publishing para aparecer con frecuencia en las revistas Maxim y Bizarre.
Entre finales de 2011 y principios de 2013 abandonó su carrera de modelo para retomar sus estudios.

## Vida personal
Howard padece de lupus eritematoso sistémico.